# Thevenetimyia sodalis
Thevenetimyia sodalis är en tvåvingeart som först beskrevs av Samuel Wendell Williston  1893.  Thevenetimyia sodalis ingår i släktet Thevenetimyia och familjen svävflugor. Inga underarter finns listade i Catalogue of Life.